# Siren (magazine)
 (mars 2018).
Si vous disposez d'ouvrages ou d'articles de référence ou si vous connaissez des sites web de qualité traitant du thème abordé ici, merci de compléter l'article en donnant les références utiles à sa vérifiabilité et en les liant à la section « Notes et références ».
Pour les articles homonymes, voir Siren.
Siren est un magazine bimensuel canadien, publié à Toronto, et destiné à la communauté lesbienne.
Le magazine est lancé en 1995 par un collectif de femmes. En 2002, la structure du magazine change pour devenir une structure indépendante et freelance, mettant fin à la structure associative du début. Le magazine cesse sa publication en 2004, du fait de ses difficultés financières.